# Ippolito de' Medici
Ippolito de' Medici, född 1511, död 1535, var en italiensk politiker. Han var styresman i republiken Florens mellan 1523 och 1527. 1529 utnämndes han till kardinal av påve Clemens VII. Fram till sin död var Ippolito de' Medici mecenat till diktaren Francesco Maria Molza.